# Troy (Illinois)
Troy ist eine Stadt im Madison County im Westen des US-amerikanischen Bundesstaates Illinois.
Das U.S. Census Bureau hat bei der Volkszählung 2020 eine Einwohnerzahl von 10.960 ermittelt.
Die Stadt ist Bestandteil der Metro-East genannten Region, die den in Illinois liegenden Ostteil der Metropolregion um St. Louis in Missouri umfasst.

## Geographie
Troy erstreckt sich über 10,7 km², die ausschließlich aus Landfläche bestehen.
Troy liegt 27,9 Kilometer östlich des Mississippi Rivers, der die Grenze zu Missouri bildet.
Durch das Zentrum von Troy führt die Illinois State Route 162, die südwestlich der Stadt in den in Ost-West-Richtung verlaufenden U.S. Highway 40 einmündet. Am westlichen und nördlichen Stadtrand von Troy verlaufen die Interstate 55, die die kürzeste Verbindung von St. Louis und Chicago bildet und die Interstate 70 von St. Louis nach Indianapolis.
St. Louis liegt rund 36 Kilometer westsüdwestlich von Troy, Illinois’ Hauptstadt Springfield liegt 127 Kilometer im Norden, nach Indianapolis sind es 362 Kilometer im Nordosten und Kentuckys größte Stadt Louisville liegt 405 Kilometer im Osten, Tennessees Hauptstadt Nashville liegt 481 Kilometer im Südosten und Memphis befindet sich 492 Kilometer südlich.

## Demografische Daten
Bei der Volkszählung im Jahre 2000 wurde eine Einwohnerzahl von 8524 ermittelt. Diese verteilten sich auf 3100 Haushalte in 2356 Familien. Die Bevölkerungsdichte lag bei 961,0/km². Es gab 3129 Wohngebäude, was einer Bebauungsdichte von 292,4/km² entsprach.
Die Bevölkerung bestand im Jahre 2000 aus 95,5 % Weißen, 1,5 % Afroamerikanern, 0,3 % Indianern, 0,7 % Asiaten und 0,4 % anderen. 1,6 % gaben an, von mindestens zwei dieser Gruppen abzustammen. 1,5 % der Bevölkerung bestand aus Hispanics, die verschiedenen der genannten Gruppen angehörten.
30,2 % waren unter 18 Jahren, 8,6 % zwischen 18 und 24, 34,3 % von 25 bis 44, 19,2 % von 45 bis 64 und 7,7 % 65 und älter. Das durchschnittliche Alter lag bei 33 Jahren. Auf 100 Frauen kamen statistisch 96,0 Männer, bei den über 18-Jährigen 91,5.
Das durchschnittliche Einkommen pro Haushalt betrug $53.720, das durchschnittliche Familieneinkommen $59.643. Das durchschnittliche Einkommen der Männer betrug $41.705, das der Frauen $27.542. Das Pro-Kopf-Einkommen belief sich auf $21.174. Rund 2,1 % der Familien und 3,4 % der Gesamtbevölkerung lagen mit ihrem Einkommen unter der Armutsgrenze.

## Bekannte Bewohner
- Paul M. Simon (1928–2003), Senator von Illinois, lebte in Troy und war der jüngste Herausgeber der Troy Tribune (heute Troy-Times Tribune)